# Barva-Lappen
Barva-Lappen är en sjö i Eskilstuna kommun i Södermanland och ingår i Norrströms huvudavrinningsområde. Sjön har en area på 0,275 kvadratkilometer och ligger 6 meter över havet.

## Delavrinningsområde
Barva-Lappen ingår i det delavrinningsområde (658623-155476) som SMHI kallar för Mynnar i Mälaren. Medelhöjden är 6 meter över havet och ytan är 3,54 kvadratkilometer. Det finns ett avrinningsområde uppströms, och räknas det in blir den ackumulerade arean 33,21 kvadratkilometer. Vattendraget som avvattnar avrinningsområdet har biflödesordning 3, vilket innebär att vattnet flödar genom totalt 3 vattendrag innan det når havet efter 118 kilometer. Avrinningsområdet består mestadels av skog (11 procent), öppen mark (17 procent) och jordbruk (62 procent). Avrinningsområdet har 0,35 kvadratkilometer vattenytor vilket ger det en sjöprocent på 9,8 procent.